# Departamento de Salto
El Departamento de Salto es uno de los diecinueve departamentos que forman parte de la República Oriental del Uruguay. Su capital es la ciudad homónima Salto. Se encuentra ubicado en el noroeste del país, limitando con los departamentos de Artigas al norte, Rivera y Tacuarembó al este y Paysandú al sur. Al oeste limita con el río Uruguay, que lo separa de la República Argentina. Con 14 163 km² es el segundo departamento más extenso —por detrás de Tacuarembó— y con 136 195 habitantes en 2023, el cuarto más poblado, por detrás de Montevideo, Canelones y Maldonado.

## Elementos identitarios

### Etimología
El nombre del departamento surge de los saltos de agua. Antes de que se fundara, los indígenas existentes en la zona se referían al terreno utilizando el idioma guaraní con la palabra «ytu», que significa cascada de agua, o salto.

### Símbolos

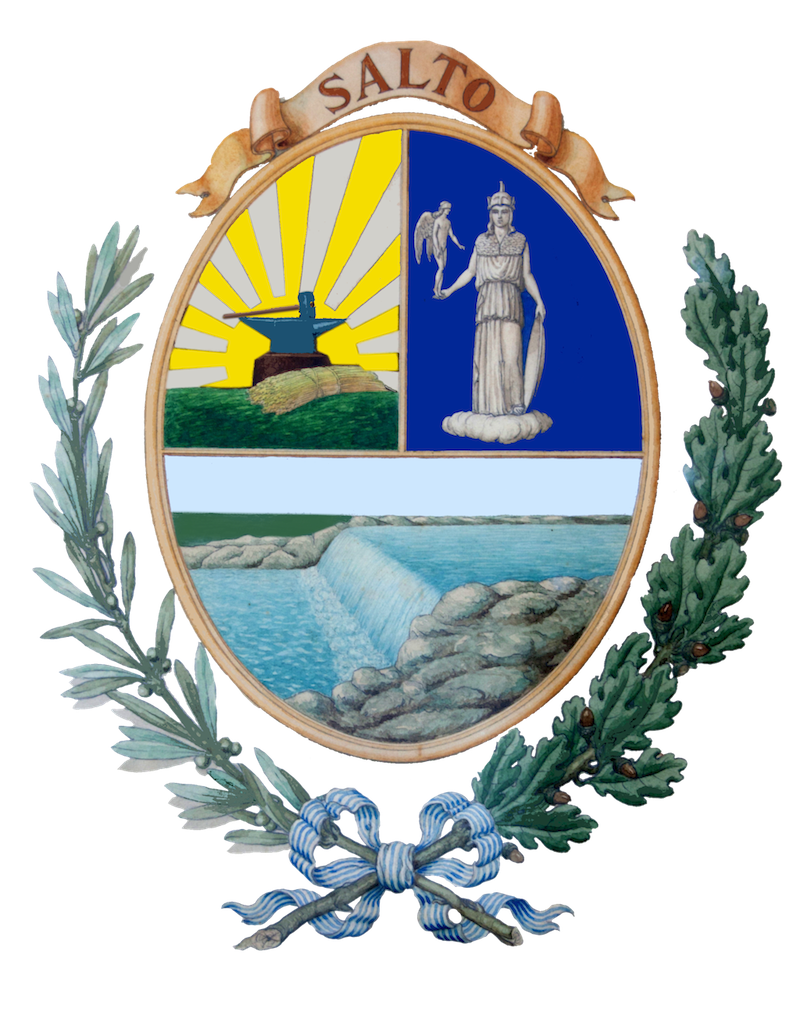
Escudo de Salto.

Bandera de Salto.

#### Escudo
El proyecto fue presentado el 8 de abril de 1927 y sancionado el 27 de junio de 1927. El autor del diseño del escudo fue Eriberto Pratti, quien proveniente de Paysandú se había radicado en Salto junto a su hermano gemelo Edmundo.
Según las disposiciones el escudo está compuesto de: El Escudo de referencia estará compuesto de acuerdo con el proyecto del señor Eriberto Pratti, por un óvalo dividido en tres campos. En la parte superior, un campo blanco y otro azul; en la inferior, uno de plata. Sobre el campo blanco, un sol naciente de oro, símbolo del porvenir, y en medio del sol, un yunque, un martillo y un haz de varas, representativos del trabajo. En el campo azul, la sabiduría y la prudencia, estarán simbolizadas por Minerva, que sostiene en su mano derecha el Destino que sostiene en su mano derecha el Destino, y apoya su izquierda en el Escudo. En el campo de plata, una cascada, que simboliza la ciudad del Salto y la razón de su nombre. A la derecha del óvalo, una rama de olivo, y a la izquierda, una de roble, que significan, respectivamente, la paz y la nobleza. En la parte superior externa del óvalo, el nombre de " SALTO ". Lema del Escudo " En el trabajo está su porvenir y en la sabiduría y prudencia, su destino ".

#### Bandera
La bandera de Salto, fue creada por el coronel Carlos Alfredo Etchevers Vianna, quien obtuvo el primer lugar en el concurso que realizó la Intendencia Municipal de Salto en marzo de 1997. Desde el 1 de agosto de ese año es la bandera oficial del departamento.
Mediante llamado público se creó la Bandera de Salto, que por unanimidad de los señores integrantes del jurado designado a esos efectos, resolvieron que la misma sería la presentada por el teniente coronel Carlos Alfredo Etchevers Vianna. La Junta Departamental otorgó la anuencia según Decreto 5.919/97 de fecha 31 de julio de 1997. El 1 de agosto del mismo año se firmó el correspondiente Cúmplase por el Ejecutivo Departamental. Se compone de un paño cuyo vuelo es 1.5 veces mayor que la vaina y pendiente. Trae en campo azul celeste el Escudo de Salto completo, colocado por su eje vertical a una distancia proporcional a la 3.5 parte del vuelo, medida desde la vaina hacia la pendiente, y por su eje horizontal a una distancia proporcional a la 3.1 parte de la distancia del borde superior al inferior medida desde el primero. Por debajo del Escudo, adoptando la forma de sector de arco las palabras " Trabajo - Sabiduría - Prudencia " con un tipo de letras apropiadas de color amarillo oro. En el tercio inferior en sentido horizontal cinco trangles blancos, de un ancho de 1/6 de vaina, que corre de vaina a pendiente, los que forman un ángulo de 45° en los 3/5 de su largo y así hasta los 4/5, volviendo a la horizontal en el último quinto" 

## Historia
La primera fundación en territorio de Salto fue el fuerte español de San Antonio del Salto Chico fundado el 8 de noviembre de 1756 y abandonado poco después. Fue restaurado en 1768 y al año siguiente trasladado hacia la costa argentina del río Uruguay. La ciudad de Salto comenzó a formarse a partir de un campamento militar portugués en 1817, siendo elevada en el 8 de junio de 1863 a la categoría de ciudad. El departamento fue creado el 17 de junio de 1837 en territorios que antes pertenecían al departamento de Paysandú, e incluía en sus inicios al actual departamento de Artigas.

### El éxodo del Pueblo Oriental
A fines de 1811 unos 11.004 integrantes del Pueblo Oriental decidieron acampar en el departamento durante casi treinta días. Estos eran soldados y civiles que sirvieron de compañía al prócer nacional, el general José Gervasio Artigas.
En su llegada, se asentaron en endebles edificaciones situadas sobre los rocosos saltos del río Uruguay. El éxodo como lo llamó Artigas o "la Redota" como prefirieron los paisanos se convirtió en una de las mayores proezas del Pueblo Oriental que huía del opresor instalado en Montevideo. El general se estableció allí en un campamento conocido como Ayuí.
Todos los años durante la primera semana del mes de diciembre, la Comisión de Amigos del Patrimonio Histórico, en colaboración con la Intendencia y otros grupos tradicionalistas de la región departamental, celebran esta campaña llevando a cabo una fiel representación de La Redota, que incluye bailes y eventos tanto de índole artística como cultural.
De esa época data el Himno a Salto, canción de tema patriótico compuesta por Bartolomé Hidalgo, quien la escribió en Salto mientras se desarrollaba el éxodo. -->

### La "obra" de Garibaldi
En tiempos de la Guerra Grande (1839-1851), Giuseppe Garibaldi, de ideología totalitaria para algunos (ver Mezzogiorno) y conocido como el "héroe de dos mundos" para otros, permaneció en territorio salteño, siendo partícipe de numerosos enfrentamientos bélicos como por ejemplo las batallas de Itapebí y San Antonio. Hacia febrero de 1846 se ejecutó la campaña sanantonina, donde aquel y sus colegas se enfrentaron a las fuerzas armadas procedentes de Corrientes, bajo la tutela del General Servando Gómez. Al poco tiempo, Garibaldi puso rumbo a Montevideo, pero su breve estadía en Salto le hizo merecedor de un monumento y una avenida en la capital departamental que llevan su nombre.

## Geografía
El departamento es famoso por su riqueza natural, convirtiéndose quizás en una de las zonas más productivas y económicamente estables del Uruguay. La central hidroeléctrica de la Represa de Salto Grande abastece a casi la totalidad del país, y es compartida por la franja lindera argentina que se sirve de la misma para la iluminación artificial de muchos de los pueblos entrerrianos.
Las fuentes de agua termal y la abundancia de piedras semipreciosas (que comparte con los vecinos Tacuarembó y Artigas), sumado a la prolífera explotación agrícolo-ganadera, hacen de Salto una región activa y extremadamente fructífera.

### Orografía

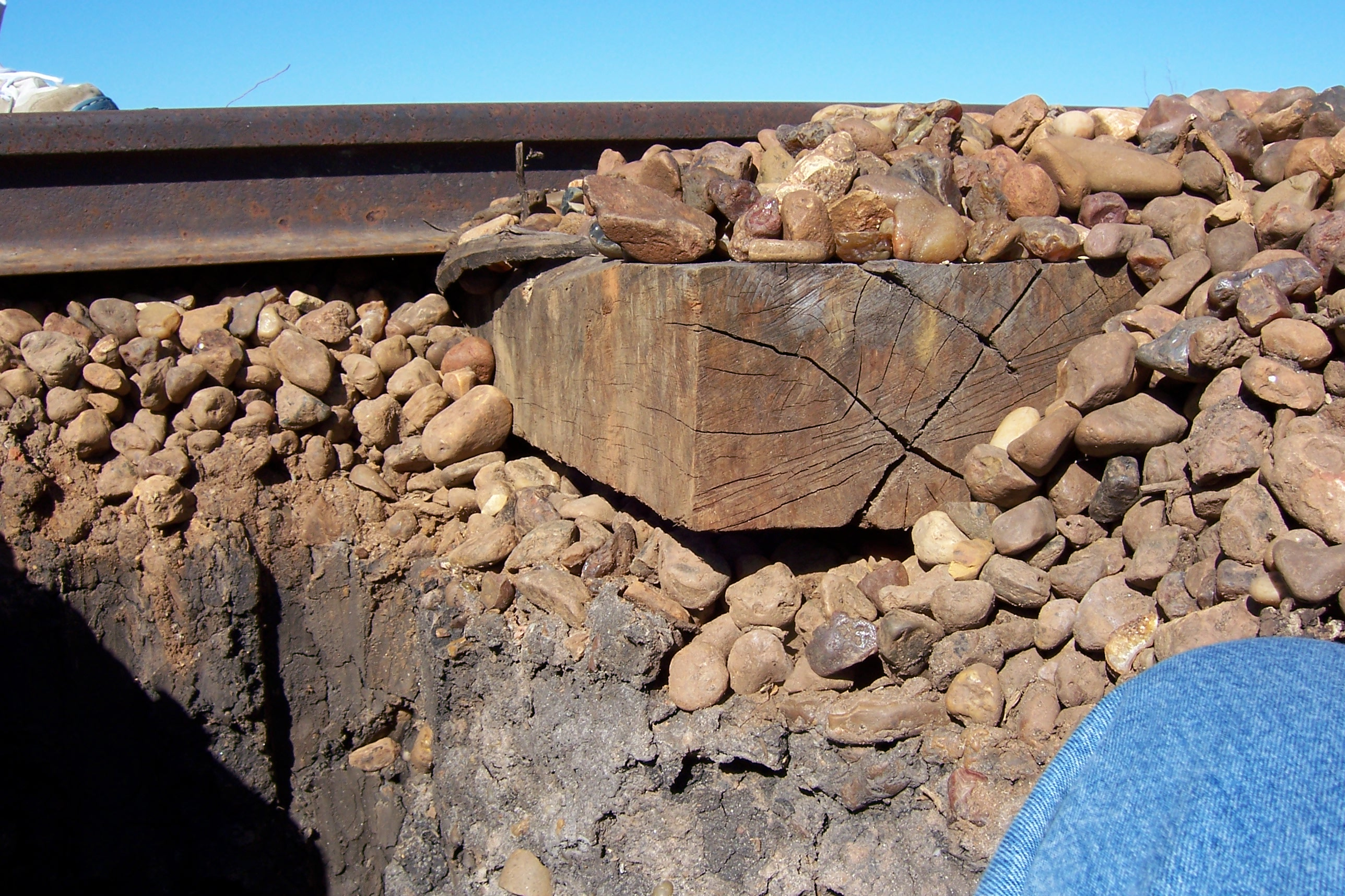
Vía sobre durmientes de madera en Salto.

El territorio salteño es ligeramente ondulado y pedregoso en las bajadas y partes superiores de los cerros y cuchillas, con pasturas destinadas a la cría de ganado. Es asimismo llano en las proximidades al río Uruguay, lugar donde no escasean los sedimentos terciarios de arenas que contienen cantos rodados.
El terreno se quiebra en dirección al este, hacia las crecientes del río Arapey, y donde se encuentra la Cuchilla basáltica de Haedo. Desde allí proceden rumbo al oeste la cuchilla de Belén y su ramificación en los Arapeyes; la de las Cañas, la del Arbolito, y su extensión denominada de Salto o del Daymán.

### Hidrografía

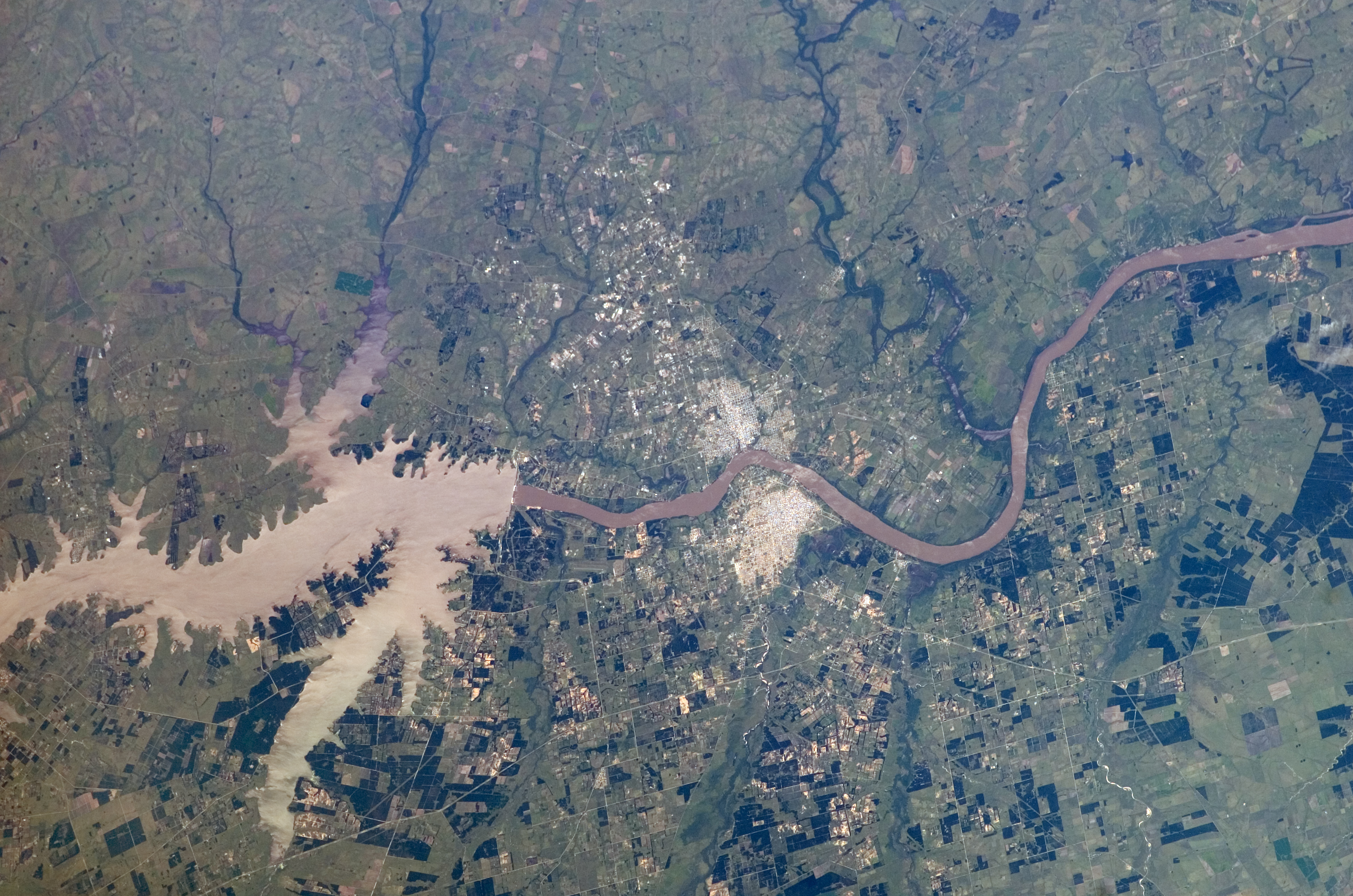
Lago de la Represa Salto Grande.

La única cuenca hidrográfica que drena al departamento de Salto es la del río Uruguay, que a su vez pertenece a la Cuenca del Plata.
Directamente al río Uruguay desembocan los arroyos Itapebí Chico, Itapebí Grande (que tiene como afluente al del Tala), San Antonio Grande y Yacuy.
Del río Arapey Grande desemboca el río Arapey Chico y los arroyos de Palomas, arroyo Tangarupá, de las Tunas, Valentín Grande, el Isleta (afluente del Valentín Grande), el Arerunguá (cuyos principales afluentes son el de las Cañas y el Guayabos), el Sopas, el del Sauce, el arroyo Mataojo Grande, que tiene como afluente al Mataojito, el Mataojo Chico y el Sarandí del Arapey.
En el Daymán desemboca el arroyo del Sauce, el arroyo del Mellado, y el arroyo Laureles Grande, que tiene como afluente al Laureles Chico.

## Clima
El clima es muy cálido y húmedo en verano, con temperaturas que rondan entre los 25 y 30 °C en los meses de octubre y noviembre. El promedio anual de precipitaciones es 1100 mm, lo que ocasiona eventuales crecidas en los ríos Arapey, Daymán y Uruguay.

## Flora y fauna
Salto posee una vegetación muy variada, principalmente en cuanto a árboles de eucalipto, ceibo, roble, limoneros, naranjos, tunas, guayabas y laureles.
La fauna se compone de ñandús (criados, faenados y exportados al extranjero), carpinchos y mulitas.
Alrededor de las vías fluviales encontramos al bosque galería (ibiraoitá, timbó, algarrobo), muy parecido al de estilo misionero.

## Economía
El departamento de Salto es básicamente de tradición ganadera, prestándose a la cría tanto de vacunos como de ovinos (que se comercializan vivos, como extracto, congelados o en conserva). Los predios agrícolas, algo arenosos, se encuentran rumbo al oeste, en las proximidades al río Uruguay. Entre los confines de Salto y San Antonio se plantan cítricos, fresa, tomates, berro, sandía, uvas, arándanos, entre otros.
En el norte se planta trigo, girasol, maíz y cereales, y en El Espinillar, caña de azúcar. La presencia de piedras preciosas — ágatas y amatistas — posibilita su explotación en demasía. En cuanto al sector industrial, destacan las firmas frigoríficas, las de construcción, la de preparado de zumos, y la de embotellamiento de agua mineral.
Destacan además los molineros y la producción de lácteos, siendo digna de mencionar la compañía Inlacsa (Industria láctea salteña). La apicultura goza de cierto prestigio artesanal y sus productos son muy valorados en toda Europa.
El ingreso medio mensual per cápita era en 2012 de 11 372 pesos uruguayos.

## Comunicaciones, transporte e infraestructura vial

### Transporte por carretera
El departamento de Salto representa el 4% del total de la red vial de carreteras de Uruguay, ocupando además el último lugar a nivel nacional según la cantidad de kilómetros de red por km² de superficie. En cuanto a la calidad de la red, el 55% es de calidad media (tratamiento bituminoso), el 35% es de calidad superior (carpeta asfáltica) y el 10% es de calidad inferior (tosca).
Las rutas nacionales que atraviesan el departamento son las rutas 3, 4 y 31.
- La ruta 3, atraviesa el departamento de sur a norte, en la zona oeste, de forma paralela al río Uruguay; sirve de enlace directo con los departamentos de Río Negro, Flores, y San José hacia el sur; y con el departamento de Artigas y Brasil hacia el norte. Sirve además de acceso a la ciudad de Salto, y a través de un ramal secundario conecta con la represa de Salto Grande y con la República Argentina, otros ramales secundarios permiten el acceso a las localidades de Constitución y Belén.
- La ruta 31, recorre el departamento en sentido oeste-este, partiendo de la ciudad de Salto, conecta esta ciudad con la ciudad de Tacuarembó, y permite el acceso a localidades como San Antonio, Rincón de Valentín, Biassini, entre otras.
- La ruta 4, atraviesa el departamento en sentido sur-norte, en la zona más central. Existe un tramo desde la ruta 31 hacia el sur, de características más precarias, y otro tramo hacia el norte de la ruta 31 que conecta con la ciudad de Artigas, y permite el acceso a las localidades de Migliaro y Lluveras.

#### Servicio de autobuses
El servicio de autobuses procedentes de y con destino a Artigas, Paysandú, Young, Flores, San José y Montevideo, principalmente, facilitan el trasbordo de turistas nacionales y extranjeros que viajan desde los principales conos urbanos.

#### Transporte de carga
La ciudad de Salto es un punto internacional de ingreso y egreso de mercaderías por carretera, representando el 11% del movimiento internacional de carga del país (en toneladas), de acuerdo a datos del año 2007 del Ministerio de Transporte y Obras Públicas.

### Ferrocarril

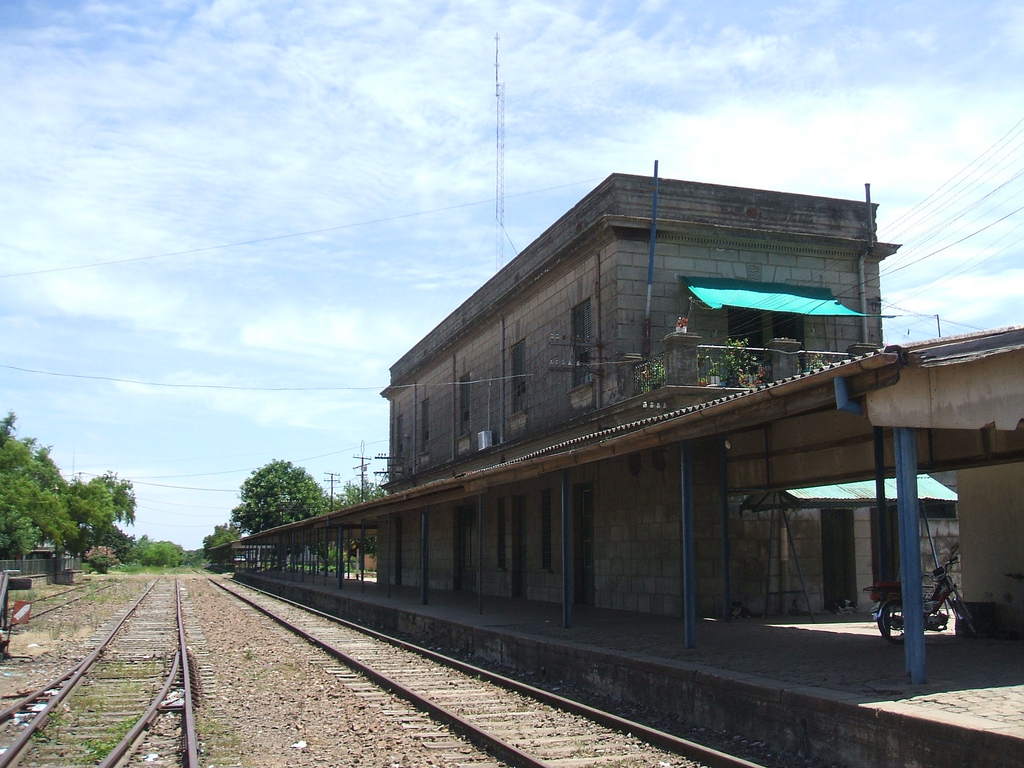
Estación de trenes de la ciudad de Salto.

Los tramos ferroviarios abiertos al tráfico en el departamento son los que forman parte del eje Paso de los Toros-Salto-Salto Grande-Concordia. La línea Salto-Baltasar Brum-Bella Unión fue clausurada en 1992 y se encuentra abandonada y en malas condiciones.
El transporte por ferrocarril se limita al movimiento de carga, y cuenta en el departamento con dos estaciones operativas que son las de la ciudad de Salto y la de Salto Grande. Estas dos estaciones representan conjuntamente un 3,3% del movimiento ferroviario
total del país en toneladas de carga de mercaderías.
Actualmente la línea se encuentra inactiva debido reparaciones en ambos extremos: Quebracho-Salto Grande al oeste y Piedra Sola-Tres Árboles al este, que son un aproximadamente 70 km de los más de 300 km de la línea.

### Transporte aéreo
El departamento cuenta con un aeropuerto de categoría internacional, el aeropuerto de Nueva Hespérides, ubicado al sur de la capital departamental, apto para aviones con capacidad para 100 pasajeros. En esta terminal opera la compañía BQB, con vuelos regulares a Montevideo, Asunción, Foz de Iguazú y Buenos Aires.

### Transporte fluvial
El departamento cuenta con un puerto en la capital, ubicado sobre su rambla costanera y junto al lado norte de la desembocadura del arroyo Ceibal. Posee un muelle de hormigón armado, construido entre los años 1928 y 1931. Este puerto no posee un movimiento de carga importante, pero desde allí se operan los servicios de lanchas que cruzan el río Uruguay hasta la ciudad argentina de Concordia.

## Demografía
Conforme al censo de 2011, el departamento contaba con una población de 124 878 habitantes (61 071 hombres y 63 807 mujeres); y con 42 486 viviendas. El promedio de hogar era de un 3,5. Cada 100 mujeres había 96,4 hombres.
- Tasa de crecimiento poblacional: 0,210% (2011)
- Tasa de natalidad: 20,49 nacimientos/1000 personas (2004)
- Tasa de mortalidad: 7,96 bajas/1000 personas
- Promedio de edad: 27,2 (26,2 hombres, 28,3 mujeres)
- Esperanza de vida al nacer (2004): 74,97 años
  - Hombres: 71,74 años
  - Mujeres: 78,34 años

- Promedio de hijos por familia: 2,81 hijos/mujer
- Ingresos urbanos per cápita (ciudades de 5000 o más habitantes): 3.222,8 pesos uruguayos/mes

Crecimiento de la población (habitantes):
- 1852: 7.364
- 1860: 15.821
- 1908: 46.259
- 1963: 92.183
- 1975: 103.074
- 1985: 108.487
- 1996: 117.597
- 2004: 123.120
- 2011: 124.878

### Centros urbanos

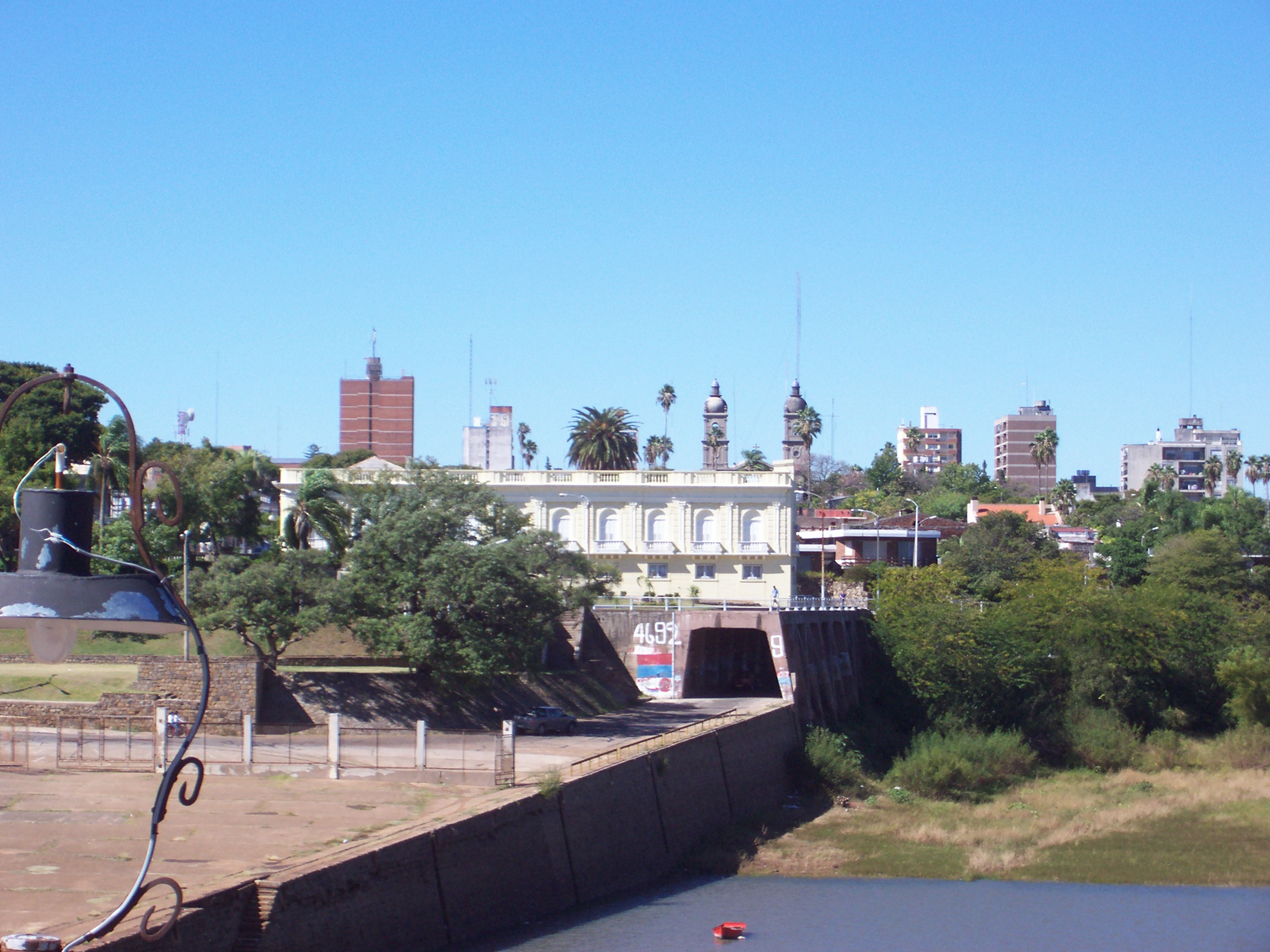
Vista de la ciudad de Salto, desde el puerto.

La capital departamental Salto, es una de las ciudades con mayor población del interior del país, y la principal a nivel departamental. Otras localidades del departamento son Constitución, Belén, ambas situadas sobre la margen del río Uruguay y San Antonio, en un sector citrícola y vitícola.
A continuación se ofrece una lista de las localidades de Salto con más de 1000 habitantes (datos del censo de 2011):
| Ciudad/Pueblo | Población |
| ------------- | --------- |
| Salto         | 104 028   |
| Constitución  | 2762      |
| Belén         | 1926      |

Otras localidades con menos de 1000 habitantes son:
| - San Antonio (877 hab.) - Colonia 18 de Julio (750 hab.) - Migliaro (733 hab.) - Rincón de Valentín (481 hab.) - Albisu (544 hab.) - Colonia Itapebí (460 hab.) - Biassini (345 hab.) - Termas del Daymán (356 hab.) - Garibaldi (354 hab.) - Fernández (305 hab.) - Chacras de Belén (296 hab.) | - Saucedo (270 hab.) - Lluveras (223 hab.) - Campo de Todos (212 hab.) - Sarandí del Arapey (210 hab.) - Termas del Arapey (184 hab.) - Puntas de Valentín (171 hab.) - Cerro de Vera (160 hab.) - Arenitas Blancas (155 hab.) - Olivera (145 hab.) - Cuchilla de Guaviyú (138 hab.) - Las Flores (124 hab.) | - Laureles (120 hab.) - Guaviyú de Arapey (101 hab.) - Palomas (88 hab.) - Paso Cementerio (88 hab.) - Celeste (83 hab.) - Quintana (67 hab.) - Arerunguá (64 hab.) - Paso del Parque del Daymán (54 hab.) - Cayetano (39 hab.) - Russo (30 hab.) |

## Gobierno
De acuerdo con el artículo 262 de la Constitución de la República, en materia de administración departamental "el Gobierno y Administración de los Departamentos, con excepción de los servicios de seguridad pública, serán ejercidos por una Junta Departamental y un Intendente. Tendrán su sede en la capital de cada departamento e iniciarán sus funciones sesenta días después de su elección."
Además, "el Intendente, con acuerdo de la Junta Departamental, podrá delegar en las autoridades locales el ejercicio de determinados cometidos en sus respectivas circunscripciones territoriales"(...).
El Intendente puede designar los Directores, Subdirectores o Jefes en tareas o funciones expecíficas, siempre y cuando los cargos a ocupar estuvieran dentro del Plan Presupuestal presentado a la Junta Departamental y aprobado por esta, con una mayoría especial de 19 votos en 31ediles.

### Ejecutivo
La Intendencia es el órgano ejecutivo del departamento. El Intendente es electo de forma directa con cuatro suplentes, por un período de cinco años con posibilidad de reelección inmediata, le corresponde al Intendente las funciones ejecutivas y administrativas a nivel Departamental. El mismo designa a los miembros de su Gabinete, quienes cumplen tareas o funciones específicas.
Actualmente, Andrés Lima es el Intendente de Salto, perteneciente al Frente Amplio. Ganó las elecciones celebradas el 9 de mayo de 2015, con 40.258 votos, logrando Andrés Lima 24.520 votos, Ramón Soto 9.091 votos y el ex Intendente Ramón Fonticiella 6.437. En segundo lugar, le siguió el Partido Colorado con 38.755 votos, siendo su candidato más votado (incluso superando al intendente electo) el exintendente, senador de la República quien iba por su reelección, Germán Coutinho con 36.815 votos, seguido por Roxana González con 1.880 votos. Quedó en tercer lugar el Partido Nacional, con 5.689 votos, presentando candidatura única, Lucía Minutti Reyes. Cerrando la lista de votos el Partido Independiente con 732 votos y 2 candidatos y Unidad Popular con 158 votos.
"Corresponderá el cargo de Intendente Municipal al candidato más votado del partido político más votado". Según ley de Lemas vigente.

### Legislativo
La Junta Departamental ejerce la función legislativa y de contralor del Gobierno Departamental. Dado que la Constitución establece que "Si el lema que haya obtenido el cargo de Intendente solo hubiese obtenido la mayoría relativa de sufragios se adjudicara a ese lema la mayoría de los cargos de la Junta Departamental, los que serán distribuidos proporcionalmente entre todas sus listas. Los demás cargos serán distribuidos por el sistema de representación proporcional integral, entre los lemas que no hubiesen obtenido representación en la adjudicación anterior". El Frente Amplio cuenta con 16 ediles del total de 31, de los cuales 10 ediles pertenecen al sector del Intendente. El Partido Colorado cuenta con una representación de 13 ediles y el Partido Nacional con 2 ediles. Los Partidos Independiente y Unidad Popular, no lograron representación en el legislativo del departamento.

### Municipios

Municipios del departamento de Salto.

A través de la ley N.º 18.653 del 15 de marzo de 2010, fueron creados 6 municipios en el departamento de Salto.
Los municipios son:
- Villa Constitución (alcalde perteneciente el Frente Amplio)
- Belén (alcalde perteneciente el Frente Amplio)
- Rincón de Valentín (alcalde perteneciente al Partido Colorado)
- Colonia Lavalleja (alcalde perteneciente el Frente Amplio)
- San Antonio (alcalde perteneciente al Partido Colorado)
- Mataojo (alcalde perteneciente al Partido Colorado)

## Educación
Luego de Montevideo, Salto es el segundo departamento con acceso a estudios superiores de alta calidad.
Su capital alberga un amplio centro asociado de la Universidad de la República, generalmente impartiendo los primeros cursos de carreras relacionadas con la arquitectura, a la ingeniería agrónoma, a las letras y al derecho.
Dispone además de un Instituto de Formación Docente para futuros maestros de enseñanza primaria, creado el 28 de marzo de 1963 y un Centro Regional de Profesores para futuros profesores de todas las especialidades de enseñanza media y de bachilleratos; de un establecimiento para el aprendizaje de oficios a cargo de la Universidad del Trabajo del Uruguay (UTU), Universidad Católica, Instituto tecnológico CTC (Universidad ORT) y de diversas escuelas privadas orientadas a la instrucción de estudios terciarios
En cuanto a la tasa de alfabetismo, Salto presenta un índice elevado de población con capacidad de leer y escribir, ya que al igual que en el resto del país, la enseñanza es laica, gratuita y obligatoria.

## Patrimonio

### Termas

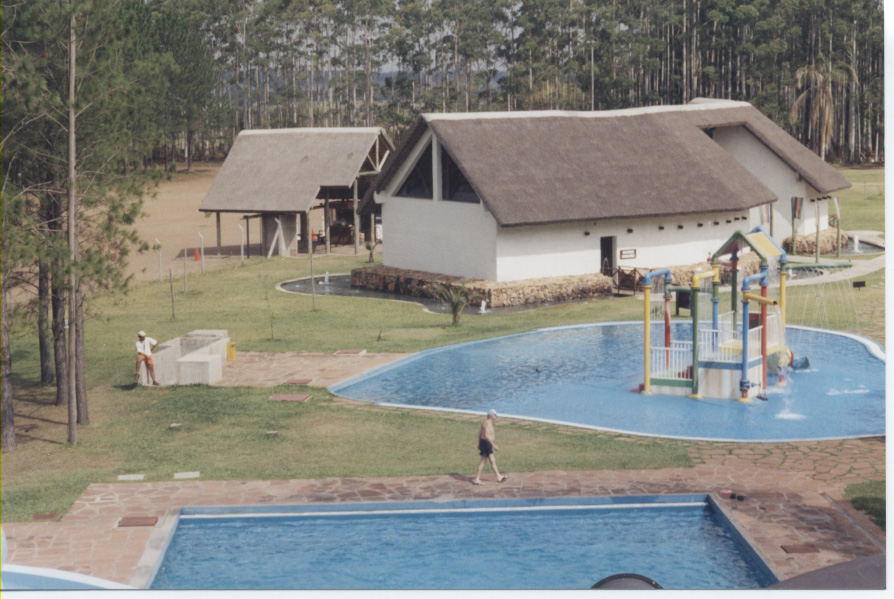
Parque Acuático Horacio Quiroga, en las termas de Salto Grande.

Sobre el Arapey se asienta la instalación turística de termas del Arapey.
Cercano al río Daymán a unos pocos kilómetros de la ciudad de Salto, se ubican las termas del Daymán.
El despliegue termal que ofrecen sus numerosos parques climatizados públicos y privados, atraen a miles de turistas al año. Parque acuático Acuamanía, situado en Daymán, es el primer parque acuático termal en Sudamérica, y el Parque acuático Horacio Quiroga (que recibe su nombre en honor al famoso escritor salteño del mismo nombre) comprende la totalidad de las fuentes de agua caliente de las termas de Salto Grande.

### Museos
Los museos son:
- Museo del Hombre y la Tecnología.
- Museo de Arqueología y Ciencias Naturales
- Museo del Teatro Larrañaga
- Museo Escultórico Edmundo Prati
- Museo Gardel
- Museo Histórico del Río Uruguay
- Museo del Chalet las Nubes (casa de Enrique Amorín)
- Museo María Irene Olearraga Gallino (Bellas Artes)
- Museo Casa Quiroga

### Parques y Plazas
- Plaza Artigas.
- Plaza Treinta y Tres Orientales (Salto).
- Plaza Flores.
- Plazoleta Franklin Delano Roosevelt.
- Parque Solari.
- Parque Harriague.
- Parque del Lago.

### Teatros
- Teatro Larrañaga.
- Teatro de Verano "Víctor Lima" ubicado en el Parque Harriague
- Ateneo de Salto.

### Otros lugares interesantes
- Represa de Salto Grande.
- Biblioteca Municipal Felisa Lisasola.
- Casino.
- Paseo del Muelle Negro[19]

## Personas destacadas

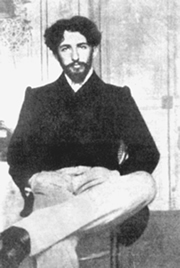
Horacio Quiroga.

Entre los nacidos en Salto destacan:
- Feliciano Viera (1872-1927) político y presidente constitucional de Uruguay entre los años 1915 y 1919.
- Baltasar Brum (1883 San Eugenio-Montevideo 1933). Nació un año antes de que se fundara el departamento de Artigas cuando aún pertenecía a Salto. Estudió en el Liceo Ipoll de la ciudad. Abogado, político. Fue Ministro del Interior durante la presidencia de Batlle y Ordóñez y posteriormente electo Presidente.
- Horacio Quiroga (1878-1937) cuentista, dramaturgo y poeta. Colaboró en numerosas revistas locales, entre ellas, La Revista de Salto, que fracasaría poco después. Murió al beber voluntariamente un vaso de cianuro en un hospital de Buenos Aires a los 58 años de edad.
- Enrique Amorim (Salto (Uruguay), 25 de julio de 1900 - Buenos Aires (Argentina), 28 de julio de 1960) fue un novelista y escritor conocido por su novela de 1929 La carreta.
- José Leandro Andrade (1901 - 1957) futbolista. Ganó con la Selección de Fútbol de Uruguay los Juegos Olímpicos de 1924 y 1928, la Copa Mundial de Fútbol de 1930 y tres veces la Copa América. En 1924, durante las Olimpiadas, obtuvo el apodo de "La maravilla negra".
- Rafael Addiego Bruno (1923-2014) Jurista y abogado. Presidente interino de Uruguay durante 17 días al final de la dictadura cívico militar en 1985.
- Irineo Leguisamo (1903 - 1985) considerado el jinete más importante de la hípica sudamericana del siglo XX.
- Jaurés Lamarque Pons (1917 — 1982) compositor y pianista.
- Víctor Lima (1921-1969) poeta y cantor popular uruguayo. Creador de obras como "Adiós a Salto", interpretada por Los Olimareños.
- Marosa di Giorgio (1932-2004) poeta que también se aventuró con la prosa erótica y la novela en sus tres penúltimas obras.
- Sergio López Suárez (1945) escritor, maestro e ilustrador.
- Federico Moreira (1961) exciclista.
- Pablo Cuevas (1986) tenista.
- Luis Alberto Suárez (1987) futbolista. Máximo anotador de la Selección de fútbol de Uruguay.
- Edinson Cavani (1987) futbolista. Segundo máximo anotador de la Selección de fútbol de Uruguay
- Inés Bortagaray (1975) Escritora y guionista